# Martin Harwit
Martin Otto Harwit (ur. 9 marca 1931 w Pradze) – amerykański fizyk i astronom pochodzenia czeskiego.

## Życiorys
Jako 15-latek wyemigrował do Stanów Zjednoczonych. W 1960 uzyskał stopień doktora fizyki na Massachusetts Institute of Technology. Po krótkim stażu u Freda Hoyle'a w Cambridge University przeniósł się na Cornell University. Zajmował się głównie astronomią podczerwoną. W latach 1987–1995 był dyrektorem National Air and Space Museum. 
W 2007 roku otrzymał Bruce Medal. Planetoida (12143) Harwit została nazwana jego imieniem.